# Kim Chiu

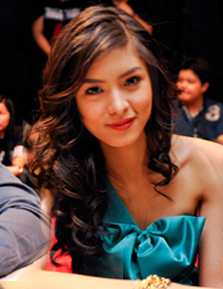
Kim Chiu (2010)

Kimberly Sue Yap Chiu (* 19. April 1990 in Tacloban City) ist eine chinesisch-philippinische Schauspielerin und Sängerin. Sie arbeitet auch als Model.

## Leben
Chius Karriere begann 2006, als sie bei der philippinischen Teenager-Ausgabe von Big Brother teilnahm und gewann. In der Folge spielte sie vor allem in philippinischen Serien mit, darunter in 177 Folgen eine Hauptrolle in der Serie Tayong Dalawa sowie in 102 Folgen in der TV-Serie My Binondo Girl.

## Auszeichnungen für Musikverkäufe
| Platin-Schallplatte - Philippinen - 2015: für das Album Chinita Princess |

| Land/RegionAuszeichnungen für Musikverkäufe (Land/Region, Auszeichnungen, Verkäufe, Quellen) | Gold | Platin  | Verkäufe | Quellen     |
| -------------------------------------------------------------------------------------------- | ---- | ------- | -------- | ----------- |
| Philippinen (PARI)                                                                           | —    | Platin1 | 15.000   | pari.com.ph |
| Insgesamt                                                                                    | —    | Platin1 |          |             |